# Сибаяма
Сибаяма (яп. 芝山町 Сибаяма-мати) — посёлок в Японии, находящийся в уезде Самбу префектуры Тиба. Площадь посёлка составляет 43,47 км², население — 7485 человек (1 августа 2014), плотность населения — 172,19 чел./км².

## Географическое положение
Посёлок расположен на острове Хонсю в префектуре Тиба региона Канто. С ним граничат города Нарита, Томисато, Самму и посёлки Йокосибахикари, Тако.

## Население
Население посёлка составляет 7485 человек (1 августа 2014), а плотность — 172,19 чел./км². Изменение численности населения с 1980 по 2005 годы:
| 1980 | 7971 чел. |  |
| 1985 | 8331 чел. |  |
| 1990 | 8347 чел. |  |
| 1995 | 8517 чел. |  |
| 2000 | 8401 чел. |  |
| 2005 | 8389 чел. |  |

## Символика
Деревом посёлка считается Prunus jamasakura.